# Sankt Peter bei Freistadt
Sankt Peter bei Freistadt, ist ein Ort im Mühlviertel in Oberösterreich, und Ortschaft der Gemeinde Waldburg und der Stadtgemeinde Freistadt im Bezirk Freistadt.

## Geographie
Sankt Peter liegt direkt westlich von Freistadt, rund um den Petringer Berg (704 m ü. A.), der letzten Erhebung zwischen Feldaist und Jaunitz, die im Süden Freistadts in die Feldaist mündet.
Die Gemeindegrenze Freistadt–Waldburg verläuft hier Nord–Süd, der Westteil der Ansiedlungen gehört zu Waldburg, der Ostteil zu Freistadt. Die beiden Ortschaften umfassen etwa 100 Gebäude mit um die 300 Einwohnern, je zur Hälfte in jeder Gemeinde.
Das Dorf St. Peter selbst liegt im Waldburger Gemeindegebiet auf 698 m ü. A. nördlich des Petringer Bergs, mit einer kleinen Rotte in Freistadt entlang der Schwandter Straße (1938 an Freistadt abgetreten). Das Gebiet um die Sonnbergstraße, St. Peter Straße und dem Kreuzweg wird als Petringerfeld bezeichnet, gehört jedoch schon seit vielen Jahrhunderten zur Stadt Freistadt (innerhalb des Burgfrieds).

Zum Ortschaftsgebiet gehören – im Uhrzeigersinn rund um den Gipfel – die Freistädter Gehöfte Fleischhof, Foßenbauer, Fuchsenhof, Sonnhof (aufgelassen) und Krempl, die Siedlung Fliederstraße im Süden; sowie in Waldburg die Rotte Prandl, die zerstreuten Häuser Jaunitz mit dem Gehöft Lengauer, die zerstreuten Häuser Steinkellner und das Gehöft Geyer, sowie – aus historischen Gründen – der Semmelhof, an der Jaunitz 3 km nordwestlich, noch hinter Sonnberg bei Freudenthal.
Das Gebiet gehört zum Zentralmühlviertler Hochland.
Nachbarortschaften(ohne Semmelhof)
| Oberschwandt (Gem. Waldburg)                  | Sonnberg (Gem. Rainbach i.Mkr.)             | Dreißgen (Gem. Rainbach i.Mkr.)                                |
| Unterschwandt (Gem. Waldburg) Waldburg (Gem.) | Kompassrose, die auf Nachbargemeinden zeigt | Böhmer Vorstadt (Stt.) Freistadt (Std.) Linzer Vorstadt (Stt.) |
| Marreith (Gem. Waldburg)                      | Trölsberg (Gem. Freistadt)                  | Galgenau (Gem. Freistadt u. Kefermarkt)                        |

## Geschichte und Infrastruktur
Die Pfarre St. Peter ist schon 1241 urkundlich erwähnt, sie wird als eine der Mutterpfarren der Stadtpfarrkirche Freistadt vermutet. Ebenso wird vermutet, dass die Kirche bereits im 12. Jahrhundert gegründet wurde und somit älter als die Stadt Freistadt ist – der romanische Bau wurde bei Ausgrabungen 1964 wiederentdeckt. Damals gehörten Grund und Boden zum Stift Garsten. Dokumente, die dies beweisen, sind verloren gegangen. Die Allerheiligenkapelle unmittelbar neben der Kirche wurde 1370 vom Freistädter Hermann dem Zinespan, Freistädter Stadtadel, als Grabstätte gestiftet.
Schloß Rasteyn (auch Fuchsenhof genannt), im Südosten der Ortschaft nahe dem heutigen Bahnhof Freistadt, ist schon 1377 als Rastayn genannt.
In den Hussitenkriegen 1419–1434 wurde der Kirche zerstört, und im 15. Jahrhundert von Mathes Klayndl wieder aufgebaut, die genauen Erbauungsdaten sind unbekannt. Auf dem Triumphbogen steht die Jahreszahl 1467.
St. Peter war unabhängig von Freistadt, obwohl sie im Burgfried der Stadt stand. Die große Pfarre umfasste Gebiete der heutigen Pfarren Freistadt, Waldburg, Rainbach und Reichenthal. Seit Mitte des 13. Jahrhunderts war aber der Pfarrer von Freistadt zugleich Pfarrer von St. Peter; erst 1785 wurde die Pfarre aufgelöst und St. Peter der Stadtpfarrkirche unterstellt.
Um 1820 umfasste der Ort schon 28 Häuser, 39 Wohnparteien und 124 Einwohner, und gehörte zum Magistrat Freistadt (= Stadt, nicht die Herrschaft vom Schloß Freistadt).

Nachdem das Stiftungskapital der Zinespan verbraucht war, wurde die Allerheiligenkapelle  unter Josef II. profaniert und in eine Scheune umgewandelt. Nach einem Brand 1834 wurde sie aber renoviert und geweiht, und 1842 der Kreuzweg mit 14 Stationen von Freistadt herauf errichtet (seither auch Hl. Kreuz-Kapelle).
1938, zur Zeit des Anschlusses, als allerorten in Österreich Großgemeinden geschaffen wurde, wurde das Gemeindegebiet Freistadts im Süden und Südwesten vergrößert, womit auch die südöstlichen Ortsteile von St. Peter, die zur Waldburger Katastralgemeinde Schwandt gehört hatten, zur Stadt kamen. Im Namen des Zählsprengels Trölsberg-Schwandt (004) ist die alte Gliederung noch erhalten.
Westlich des Orts an die Jaunitz hinunter liegt der 40 ha große Garnisonsübungsplatz (GÜPL) Geyer, der von der Freistädter Tilly-Kaserne (Panzerstabsbataillon 4) her betreut wird.

## Sehenswürdigkeiten und Tourismus
- Filialkirche Hll. Petrus und Paulus, denkmalgeschützt
- Kalvarienberg-, Allerheiligen- oder Hl. Kreuz-Kapelle, denkmalgeschützt
- Kreuzweg Freistadt–Sankt Peter, spätbarock-klassizistisch, auch Naturdenkmal (NDM 517)[4]
- Schloss Rasteyn (privat)

Der Europaweg E6 (Finnland–Türkei, hier auch Österreichischer Weitwanderweg 05, der Nord-Süd-Weg und auch 105, der Nordwaldkammweg) quert von
Bad Leonfelden kommend weiter über Freistadt hinauf in das Waldviertel. Nord-Süd quert der Pferdeeisenbahn-Wanderweg (PE).